# Михаел Милуновић
Mихаел Милуновић (2. јул 1967) је српски и француски сликар. Његов уметнички опус обухвата широк спектар дисциплина, укључујући сликарство, цртање и фотографију, као и велике скулптуре, инсталације, звучне и видео радове, као и уметничке објекте. Главне теме његовог стваралаштва односе се на друштвена и политичка питања. Милуновић често деконтекстуализује предмете из свакодневног живота, симболе или ситуације, чиме код посматрача изазива осећај нелагоде, мешавину отуђења и знатижеље.
У новембру 2018. добио је престижну награду Француске академије ликовних уметности (Académie des Beaux-Arts) за свој рад у области сликарства.
Његова дела налазе се у угледним музејским збиркама, као што су: Музеј модерне уметности MUMOK у Бечу, Музеј савремене уметности у Београду, Палацо Форти у Верони, као и Музеј уметности и индустрије у Сент Етјену, Француска. Учествовао је на бројним самосталним и групним изложбама, између осталих: MUMOK Ludwig Museum у Бечу, Галерија Jeu de Paume у Паризу, Musée d'art moderne у Сент Етјену, Музеј савремене уметности у Београду, Stedelijk Museum у Алсту, Белгија, Esterhazy Foundation Schloss у Ајзенштату, Musée d'Art Modeste у Сету, PAN у Напуљу, Kunsthalle Fridericianum у Каселу, као и у Познању и Валенсији, те у Згради Сецесије у Бечу.
У јуну 2017. године, Милуновићево дело „Визија” прекрило је највишу зграду у Бечу, Рингтурм (седиште Vienna Insurance Group), на површини од преко 4.000 квадратних метара. Овим радом обележен је десетогодишњи јубилеј уметничког пројекта компаније Wrapping of Ringturm. Свечаност је отворена говором Себастијана Курца, тадашњег министра спољних послова Републике Аустрије.

## Рани живот и образовање
Михаел Милуновић је рођен у Београду, у породици уметника. Његов отац, Никола Коља Милуновић, српски је вајар, а син је истакнутог црногорског сликара Мила Милуновића (1897–1967), који је био један од оснивача Академије уметности у Београду 1937. године и у свом стваралаштву комбиновао елементе импресионизма и кубизма. Милуновићева мајка, Ана Виђен, била је вајарка хрватског порекла.
Милуновић је студирао сликарство на Факултету ликовних уметности Универзитета уметности у Београду, а затим наставио школовање у Националној школи ликовних уметности у Паризу, Француска. Године 1996. добио је награду Prix de la Fondation Renoir, која се сматра једним од најпрестижнијих признања у области сликарства.

## Период 1999–2009
Убрзо након повратка у Париз, 2000. године, Милуновић излаже своја дела у Galerie Nationale du Jeu de Paume у оквиру изложбе L'autre moitié de l'Europe, у делу који је курирао др Лоранд Хеђи. Током изложбе упознаје Лоранда Хеђија, што је довело до дугорочне сарадње. Већ наредне године (2001) његова дела су укључена у збирку MUMOK Museum Ludwig у Бечу, Аустрија, а потом и у збирку Siemens AG у Бечу. Дебитује са Galerie Ernst Hilger, са којом сарађује до 2004. године.
У периоду од 2001. до 2003. године, Милуновић учествује на Бијеналу у Валенсији 2003. године, заједно са Романом Опалком, Денисом Опенхајмом и Иљом Кабаковом. У овом периоду такође сарађује на више изложбених пројеката са Cité des Sciences у Паризу.
Милуновић се из Париза сели у Сент Етјен у централној Француској, где развија пројекте са École supérieure d'art et design Saint-Étienne, држећи експерименталну наставу и учествујући у бројним уметничким и изложбеним пројектима. Излаже у више музејских поставки у Musée d'art moderne (Сент Етјен): 2004. године на изложби Passage d’Europe (заједно са Анријем Салом, Даном Перјовшијем, Симоном Антајем) и 2005. на изложби Domicile (са Јаном Фабреом и другима). Путује и излаже у Јужној Кореји (2006) и Италији, нарочито у Palazzo d'Arte di Napoli (PAN), и започиње сарадњу са Gallery Changing Role у Напуљу, Италија, као и са Galerie Georges Verney-Carron у Лиону, Француска.
Године 2006. оснива НВО ProArtOrg, која организује прву изложбу значајног америчког уметника у Београду након рата у Југославији 1991–1995. године. Изложба представља радове Дениса Опенхајма, праћена серијом предавања које држе Томас Месер, почасни директор Guggenheim Foundation, и др Лоранд Хеђи, тадашњи директор Musée d'art moderne (Сент Етјен).
Године 2007. отвара изложбу Uncomfortable Realities у Galerie Piece Unique у Паризу, Француска, на којој представља нове скулптуре и радове на папиру. Изложба изазива велико интересовање. Године 2008. започиње сарадњу са Galerie Guy Baertschi из Женеве. Године 2009. се поново сели у Париз, како би завршио велико скулпторско дело под називом Mothership, реализовано са групом деце која су напустила школовање у Сент Етјену, уз помоћ НВО Paria и града Сент Етјен.

## Период 2009–2017
Крајем 2009. године, Милуновић се сели у Брисел, где почиње да слика велике формате. Његова дела из овог периода изложена су у Музеју савремене уметности у Београду 2014. године, а затим су постала део важних уметничких збирки као што су Collecion Solo, Wiener Städtische и Esterhazy. Године 2015. се враћа у Париз, где и данас живи и ради.

## Образовање
1987–1995: Универзитет уметности у Београду – дипломирао и магистрирао на одсеку ликовних уметности (Bachelor of Arts и Master of Arts у области ликовних уметности).
1995–1996: Специјалистичке студије у Националној школи ликовних уметности (ENSBA) у Паризу, Француска, у класи професора Владимира Величковића.

## Изложбе

### Групне изложбе
- MUMOK Ludwig Museum, Беч, Аустрија;
- Galerie Nationale du Jeu de Paume, Париз, Француска;
- Musée d'art moderne (Сент Етјен), Француска;
- Музеј савремене уметности, Београд, Србија;
- Stedelijk Museum, Алст, Белгија;
- Фондација Esterhazy, Ајзенштат, Аустрија;
- Musée d'Art Modeste, Сет, Француска;
- PAN, Напуљ, Италија;
- Kunsthalle Fridericianum, Касел, Немачка;
- Бијенала у Познању, Пољска, и Валенсији, Шпанија;
- Wiener Secessionsgebäude, Беч, Аустрија.

### Самосталне изложбе
- Музеј савремене уметности, Београд, Србија;
- Fondazione Mudima, Милано, Италија;
- Gallery Piece Unique, Париз, Француска;
- Galerie Art Baertschi & Co, Женева, Швајцарска;
- Georges Verney Carron, Лион, Француска;
- Voice Gallery, Маракеш, Мароко.

## Збирке
Дела Милуновића налазе се у сталним збиркама:
- MUMOK – Museum Ludwig, Беч, Аустрија
- Musée d'Art et d'Industrie, Сен Етјен, Француска
- Збирка Moët & Chandon, LVMH, Француска
- Збирка Siemens AG, Беч, Аустрија
- Sammlung Esterhazy, Ајзенштат, Аустрија
- Музеј савремене уметности, Београд, Србија[3]
- Збирка Соло, Мадрид, Шпанија
- Збирка Yettel, Београд, Србија[4]
- Збирка Реноар, Француска
- Збирка Маја Пикасо, Француска
- Збирка Leube, Салцбург, Аустрија
- Збирка Палацо Форти, Верона, Италија
- Збирка Azraq – Fondation Alliances, Маракеш, Мароко
- Збирка Barzai-Hollander, Брисел, Белгија
- Збирка Wiener Städtische, Аустрија и Србија